# Si majeur

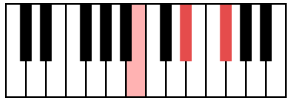
L'accord parfait de si majeur se compose des notes suivantes : si, ré#, fa#.

La tonalité de si majeur se développe en partant de la note tonique si. Elle est appelée B major en anglais et H-Dur en allemand.
L'armure coïncide avec celle de la tonalité relative sol dièse mineur.
L’échelle de si majeur est : si, do♯, ré♯, mi, fa♯, sol♯, la♯, si .
- tonique : si
- médiante : ré♯
- dominante : fa♯
- sensible : la♯

Altérations : fa♯, do♯, sol♯, ré♯, la♯.

## Compositions célèbres en si majeur
- Symphonie no 2 de Chostakovitch
- Symphonie no 46 de Joseph Haydn
- Floating Trees de C418